# حزب انتقاضه (تاتارستان)
حزب انتقاضه (تاتاری: Татар милли бәйсезлек партиясе "Иттифак") یا حزب استقلال ملی تاتارها یا اتفاق پارتی (Ittifaq Party) یک حزب سیاسی است که در سال ۱۹۹۰ میلادی ایجاد شد و در سال ۱۹۹۲ میلادی به‌طور رسمی در جمهوری سوسیالیستی خودگردان تاتار شوروی به ثبت رسید. این اولین حزب غیرکومنیست در تاتارستان بود. این حزب را به‌طور معمول به ملی‌گرایی تاتارهای ولگا نسبت می‌دهند.